# Thinouia
Thinouia es un género de plantas de la familia Sapindaceae. Contiene doce especies descritas

## Taxonomía
El género fue descrito por Planch. & Triana y publicado en Annales des Sciences Naturelles; Botanique, série 4 18: 368. 1862.

## Especies
- Thinouia compressa
- Thinouia coriacea
- Thinouia mucronata
- Thinouia myriantha
- Thinouia obliqua
- Thinouia paraguaiensis
- Thinouia repanda
- Thinouia scandens
- Thinouia sepium
- Thinouia ternata
- Thinouia tomocarpa
- Thinouia ventricosa